# Provincia de Marijampolė
La provincia de Marijampolė (en lituano: Marijampolės apskritis) es una de las diez provincias en que se divide Lituania. Cubre un área de 4.463 km² y albergaba una población de 188.800 personas en 2001. La capital es Marijampolė.

## Municipios
La provincia de Marijampolė está dividida en cinco municipios, de los cuales dos son distritos municipios (DM) y tres son municipios (M).
- Kalvarija (M)
- Kazlų Rūda (M)
- Marijampolė (M)
- Šakiai (DM)
- Vilkaviškis (DM)